# Eremospatha haullevilleana
Eremospatha haullevilleana là loài thực vật có hoa thuộc họ Arecaceae. Loài này được De Wild. mô tả khoa học đầu tiên năm 1903.